# شعار هاواي
شعار هاواي العظيم تم أعتماد شعار ولاية هاواي العظيم وهو الشعار الرسمي بموجب القانون 272 لعام 1959 من قبل السلطة التشريعية الإقليمية، مستندا على الشعار (الختم) السابق لإقليم هاواي.وتضمن تعديلات على الشعار (الختم) ليضاف عبارة «ولاية هاواي» في أعلى الشعار (الختم) و"1959" ضمن الدائرة.تم أعتمد الشعار (الختم) لولاية هاواي من قبل المشرعين الإقليميين والموافقة عليها من قبل الحاكم وليام فرانسيس كوين في يوم 8 يونيو 1959.وإصدار بالقانون في عام 1959، وتم الأعتراف بهاواي بوصفها الولاية ال50 للولايات المتحدة الأمريكية في 21 أغسطس 1959.

## التصميم ورموزه
يعتمد التصميم الحالي لشعار ولاية هاواي علي التصميم الأساسي لشعار (ختم) دولة هاواي الذي أستخدام منذ عام 1894، ولكن يقرأ الآن في أعلي الشعار «ولاية هاواي» بدلا من «جمهورية هاواي.» ويحمل درع هاواي كاميهاميها الأول وآلهة الحرية، مع ارتفاع الشمس في الخلفية. وكتب عليه "Ua Mau ke Ea o ka ʻĀina i ka Pono" وتعني (حياة الأرض تدوم على البر) على طول الحافة السفلية. تحت الدرع توجد بعض الرموز المختلفة: طائر الفينيق يخرج من اللهب، أوراق القلقاس، وأوراق لشجر الموز، وسرخس شعر الغول.